# Bactrocera synnephes
Bactrocera synnephes
 es una especie de insecto díptero que Friedrich Georg Hendel describió científicamente por primera vez en 1913. Esta especie pertenece al género Bactrocera de la familia Tephritidae. Esta especie como plaga agrícola ha sido atacada por los agricultores en Taiwán.